# Synagoga przy ul. Czanharskiej 10 w Bobrujsku
Synagoga przy ul. Czanharskiej 10 w Bobrujsku (biał. Cынагога ў Бабруйску) – zniszczona bóżnica żydowska znajdująca się w Bobrujsku przy ul. Czanharskiej 10. 

## Historia
Została zbudowana na początku XX wieku. Do dziś ocalały jedynie zewnętrzne mury budynku z charakterystycznymi oknami.